# Nordvästpassagen
För andra betydelser, se Nordvästpassagen (olika betydelser).

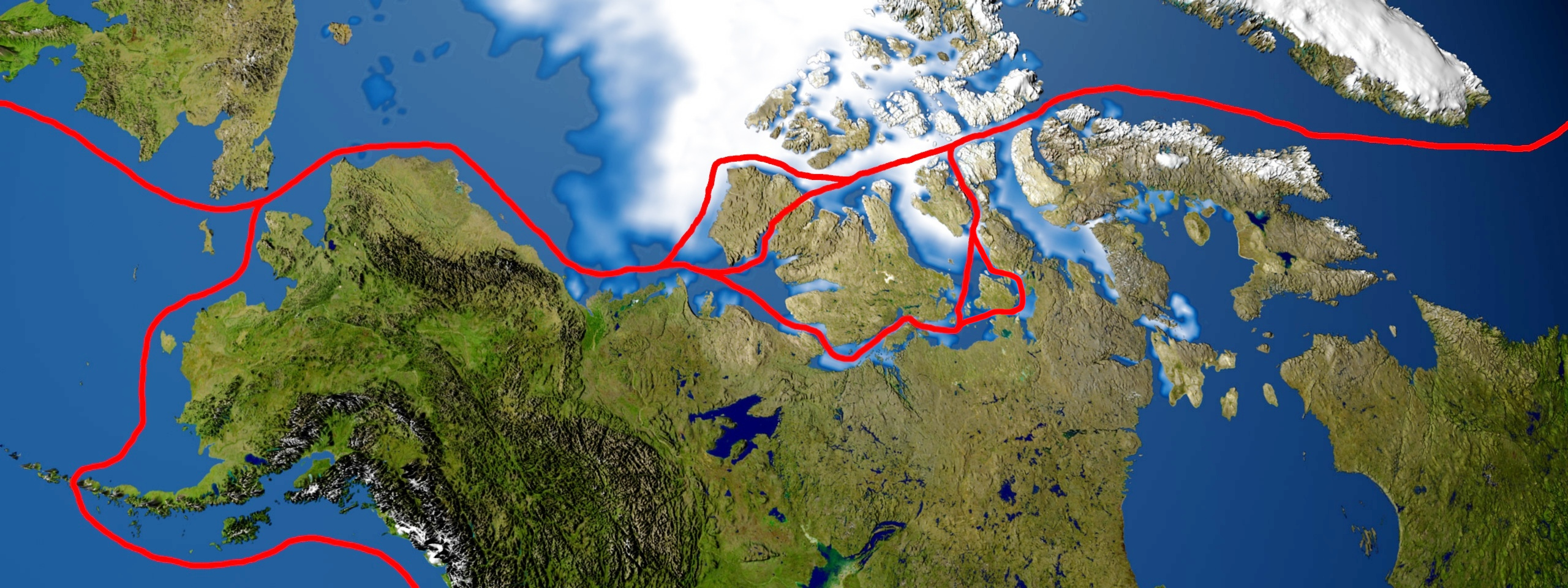
Populära rutter genom Nordvästpassagen genom Kanadas arktiska skärgård.

Nordvästpassagen är en farled norr om amerikanska kontinenten mellan Atlanten och Stilla Havet genom Norra ishavets packis och Kanadas arktiska skärgård.
Kung Henrik VII gav 1496 den italienske upptäcktsresanden John Cabot uppdraget att hitta en kortare farled för att segla mellan Europa och orienten för att slippa vägen runt Afrika. Cabot antog att det fanns en kortare väg norr om den nyupptäckta kontinenten. Efter det gjordes flera försök av bland andra Francis Drake och James Cook att ta sig igenom passagen, men det dröjde till 1906 innan norrmannen Roald Amundsen blev den förste att lyckas med bedriften.
Klimatet har sedan dess blivit varmare och när isen nådde en rekordlåg nivå under sensommaren 2007 samt igen 2008, fanns en isfri passage genom hela Nordvästpassagen.
Den arktiska packisen förhindrar vanlig sjöfart under hela året, men klimatförändringarna gör att packisen smälter och kan göra sjövägarna farbara. Anspråken på suveränitet över området kan dock komplicera framtida trafik inom regionen. Den kanadensiska regeringen anser att Nordvästpassagen är en del av landets inre vatten men flera länder menar att det är fritt hav eller territorialhav, vilka tillåter fri passage.

## Översikt

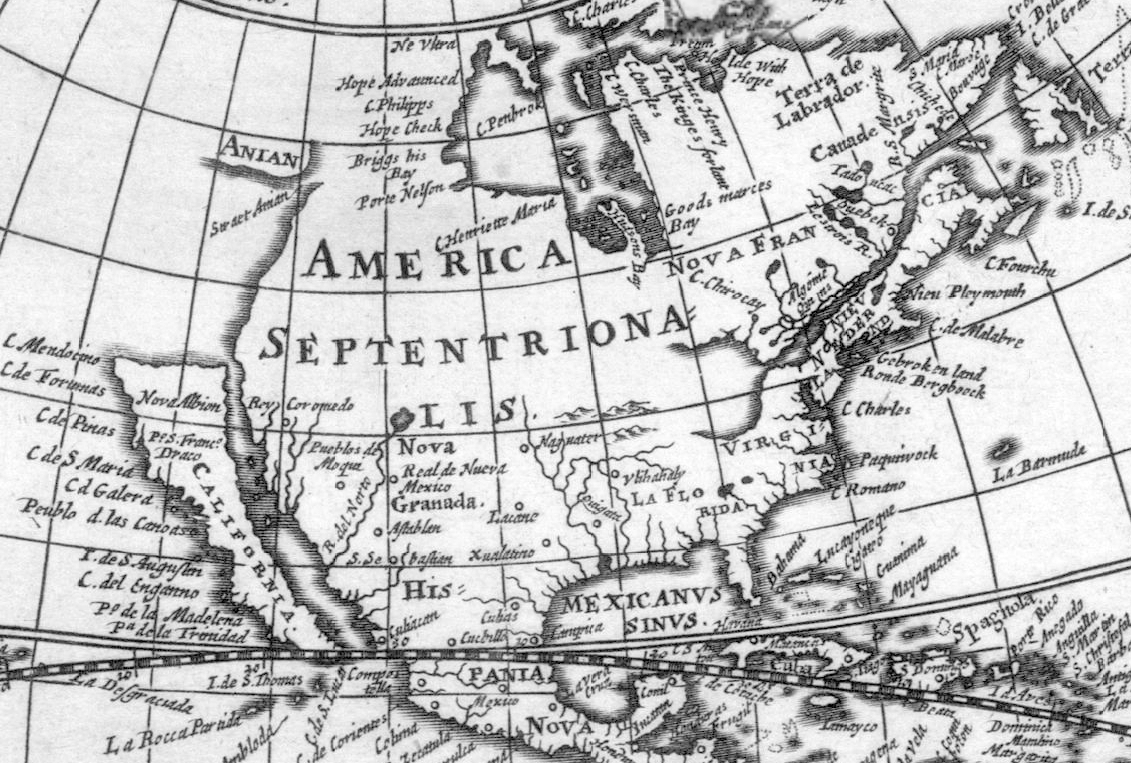
Aniáns sund, högst upp till vänster (Hugo Allard, 1685)

Innan lilla istiden inleddes kring mitten av 1200-talet hade vikingarna seglat så långt nordväst som till Ellesmereön, Skraeling Island och Ruin Island på jaktexpeditioner och handel med inuitiska grupper som var bosatta i regionen. Mellan slutet av 1400-talet och början av 1900-talet skickade länder både i Europa och Asien ut upptäcktsresanden för att undersöka möjligheterna för en kommersiell farled norr om Nordamerika. Nordvästpassagen skulle bli en ny led västerut till de etablerade handelsländerna i Asien.
För att undvika handelstvister delade påven Alexander VI 1493 upp den då upptäckta världen i två delar mellan Spanien och Portugal. Frankrike, England och Nederländerna saknade således sjöväg till Asien utöver de som gick via Afrika och Sydamerika. Britterna kallade den tänkta vägen för "Nordvästpassagen" och önskan om att upprätta en sådan farled var en stark drivkraft till den europeiska upptäckten av Nordamerikas båda kuster. När det stod klart att det inte fanns någon farled genom kontinentens hjärta fästes blickarna mot de norra farvattnen. Detta gjordes till viss del på grund av en vetenskaplig naivitet där det fanns en föreställning om att havsvatten inte kunde frysa till is (i mitten av 1700-talet rapporterade James Cook att isberg i Antarktis hade producerat färskvatten, vilket kan ha bekräftat hypotesen), och att en farled nära Nordpolen därför borde finnas.
Föreställningen om att det fanns en farled långt norrut levde vidare under flera århundraden och ledde till flera expeditioner, bland annat av John Franklin 1845. Roald Amundsen blev 1906 den förste som genomförde resan mellan Grönland och Alaska i sin Gjøa. Sedan dess har flera fartyg åkt farleden.  
Från väster till öster går Nordvästpassagen genom Berings sund, Tjuktjerhavet, Beauforthavet och därefter via flera olika farleder genom Kanadas arktiska öar. Det finns mellan fem och sju vägar genom arkipelagen, bland annat McClures sund, Deases sund och Prince of Wales sund, men alla passar inte för större fartyg. Passagen går därefter genom Baffinbukten och Davis sund och slutligen ut i Atlanten.
Det har spekulerats om den globala uppvärmningen kommer att påverka isen så mycket att trafiken kommer att bli säker, åtminstone en del av året. Den 2 augusti 2007 öppnades Nordvästpassagen för fartyg utan att isbrytare behövdes. Enligt Norska polarinstitutet var det första gången passagen blev fri för genomfart sedan mätningarna började 1972.

## Historiska expeditioner
I sina utforskningar västerut hade vikingarna upptäckt och upprättat bosättningar på Island och Grönland och sedan fortsatt så långt mot nordväst som till Ellesmereön, Skraeling Island och Ruin Island under jaktexpeditioner och för att handla med inuitiska grupper.
Den efterföljande lilla istiden med sitt kallare klimat tros vara en av orsakerna till att ytterligare europeisk sjöfart in i Nordvästpassagen avtog under den senare delen av 1400-talet.
John Cabot gjorde 1494-1498 en expedition i området, 1517 följd av sonen Sebastiano Caboto. Gaspar Corte Real hade 1500-1501 via Grönland kartlagt New Foundlands rika fiskbestånd.

### Aniáns sund

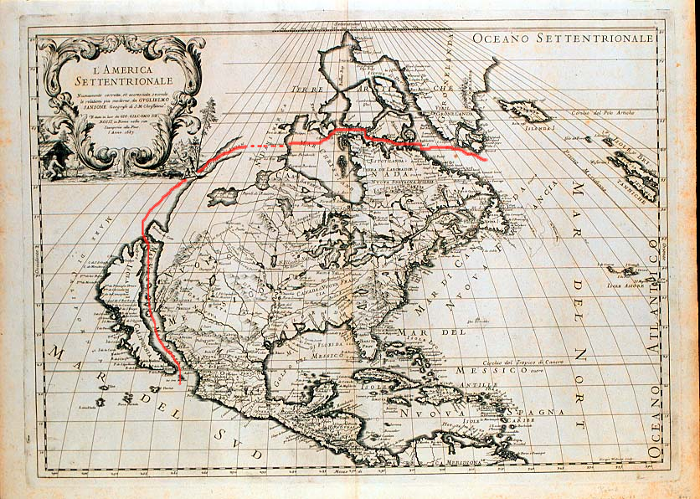
Antaget läge för Aniáns sund.

Hernán Cortés gav 1539 Francisco de Ulloa uppdraget att segla längs Baja California och den amerikanska västkusten. Ulloa drog slutsatsen att Californiaviken var den sydligaste delen av ett sund som länkade ihop Stilla havet med Saint Lawrenceviken. Hans resa stärkte uppfattningen om att Kalifornienön fanns och var början på sökandet efter Aniáns sund.
Sundet fick troligen sitt namn efter Ania, en kinesisk provins som nämndes i en upplaga av Marco Polos bok från 1559. Det visades första gången på en karta ritad av kartografen Giacomo Gastaldi omkring 1562. Fem år senare ritade Bolognini Zaltieri en karta över ett smalt och krokigt Aniáns sund som utgjorde gränsen mellan Asien och Amerika. Européernas uppfattning om sundet var att det var en enkel sjöväg som länkade Europa med Khagans hemvist i Cathay i norra Kina. Det ritades ursprungligen på samma latitud som San Diego.
Kartografer och sjömän försökte att visa sundets existens. Sir Francis Drake sökte dess västliga punkt 1579. Den grekiske lotsen Juan de Fuca hävdade att han hade seglat genom sundet från Stilla havet till Nordsjön och tillbaka 1592. Spanjoren Bartholomew de Fonte uppgav att han hade seglat från Hudson Bay till Stilla havet via sundet 1640.

### Norra Atlanten
Det första registrerade försöket att upptäcka Nordvästpassagen var John Cabots resa från öster till väster 1497, på uppdrag av kung Henrik VII för att undersöka en direktväg till Orienten. Nästa försök gjordes 1576 av Martin Frobisher som gjorde tre resor västerut till Kanadas nordligaste regioner för att hitta passagen. Frobisherbukten, som han först upptäckte, är namngiven efter honom. På grund av de tillförlitliga kartor han använde, hämtade från Nicolò Zenos reseskildringar trodde han sig då han kom till Grönland ha upptäckt den mytiska ön Frisland och i södra delen av Baffinön kommit till Grönland. Som deltagare i en expedition gjorde sir Humphrey Gilbert, som hade skrivit en avhandling om upptäckten av passagen och var Frobishers ersättare, i juli 1583 anspråk på Newfoundland för den brittiska kronan. 8 augusti 1585 gick den engelske upptäckaren John Davis för första gången in i Cumberlandsundet vid Baffinön.
Även John Davis gjorde liknade misstag och trodde att Frobishersundet låg på Grönland.
De stora floderna på östkusten utforskades om de kunde leda till en transkontinental passage. Jacques Cartiers upptäckt av Saint Lawrencefloden påbörjades i förhoppning att hitta en väg genom kontinenten och han blev övertygad om att floden var passagen, då hans väg blockerades av de forsar där dagens Montréal ligger. Han var helt övertygad om att dessa forsar var det enda som skiljde honom från Kina och döpte dem därför till Lachineforsarna. 1609 seglade Henry Hudson uppför dagens Hudsonfloden då han sökte efter passagen. Han kom till Albany, New York innan han gav upp, men utforskade senare Arktis och Hudsonbukten.
Robert Bylot och William Baffin fortsatte senare undersökningarna av Hudsonbukten men fann denna stängd för passage men gick åt norr och upptäckte Smithsund och på återvägen Lancastersundet. Myten om en västlig passage genom Hudsonbukten levde dock kvar och Kristian IV av Danmark utsände 1619 en resultatlös expedition under Jens Munk. Trots alla missräkningar dröjde det till 1742 innan Christopher Middleton, tjänsteman hos Hudson bay-kompaniet som utforskade områdets kuststräckor kunde fastslå att någon nordvästpassage inte fanns i Hudsonbukten. Samuel Hearne nådde 1770 mynningen av Copperminefloden och 1789 Alexander Mackenzie mynningen av Mackenziefloden.

### Norra Stilla havet
De flesta expeditioner i Nordvästpassagen hade sitt ursprung i Europa eller på den Nordamerikanska östkusten och var inriktade på att ta sig från öster till väster, men det gjordes även framsteg i upptäckterna av den västra delen.
Den dansk-ryske marinofficeren Vitus Bering använde 1728 det sund som hade upptäckts av ryske Semjon Dezjnjov redan 1648, men som senare namngavs efter Bering till Berings sund. Han antog att Nordamerika och Ryssland var separata landområden. 1741 åkte han tillsammans med löjtnant Aleksej Tjirikov för att söka landområden bortom Sibirien. Då de gick skilda vägar upptäckte Tjirikov flera av Aleuternas öar medan Bering siktade Alaskaregionen.
Under passagens historia uppkom även legender om spökskepp. Enligt en av dessa legender utmanade det engelska handelsfartyget Octavius passagen 1762 men fastnade i havsisen. 13 år senare stötte valfångstfartyget Herald på Octavius som då var på drift nära Grönland och med besättningens kroppar nedfrusna under däck.  För de som betraktar legenden som sann var Octavius det första västliga fartyget att segla genom passagen, även om det tog 13 år och var genomfört efter att besättningen hade omkommit.
Spanjorerna gjorde flera resor längs Nordamerikas nordvästra kust i slutet av 1700-talet. Att kunna bestämma om Nordvästpassagen existerade var en av drivkrafterna för dessa försök. Både 1775 och 1779 deltog den spanske marinofficeren Juan Francisco de la Bodega y Quadra i detta omsorgsfulla utforskande efter en passage. Quadras vicekommendör Francisco Antonio Mourelles loggbok hamnade i brittiska händer och översattes och publicerades i London. Kapten James Cook använde loggboken under sina upptäcktsresor i regionen. 1791 seglade Alessandro Malaspina till Yakutatviken i Alaska, som sades vara en passage. 1790 och 1791 ledde Francisco de Eliza flera upptäcktsresor in i Juan de Fucas sund i sitt sökande efter den möjliga Nordvästpassagen och hittade Georgiasundet. För att helt utforska detta inlandshav sändes 1792 en expedition under ledning av Dionisio Alcalá Galiano. Han fick särskilda order om att utforska alla kanaler som skulle kunna vara Nordvästpassagen.

### Cook- och Vancouverexpeditionerna
James Cook sändes 1776 av den brittiska amiralitetet med order motiverade av en akt från 1745 som utlovade 20 000 pund till den som upptäckte passagen. Ursprungligen ville myndigheten ha Charles Clerke som ledare för expeditionen, med Cook (som var pensionerad efter sina upptäckter i Stilla havet) som konsult. Cook hade dock gjort efterforskningar av Berings expeditioner och myndigheten satte därför mer tilltro till honom och tillsatte därför Clerke som medföljande. 
Efter att ha rest genom Stilla havet i ytterligare ett väst-östligt försök, startade Cook vid Nootkas sund i april 1777 och gick norrut längs kustlinjen, siktade landområdena och sökte efter de regioner som ryssarna hade seglat genom 40 år tidigare. Amiralitetets order hade kommenderat expeditionen att ignorera alla vikar och floder innan de hade nått den 65:e breddgraden. Cook misslyckades dock med att sikta en nordvästlig passage.
Flera officerare som deltog i expeditionen, bland andra William Bligh, George Vancouver och John Gore ansåg att en existerande passage var osannolik. Innan de nådde 65:e breddgraden upptäckte de att kustlinjen styrde dem längre söderut men Gore övertygade Cook att segla in i Cook Inlet i en förhoppning om att hitta vägen. De fortsatte till Alaskas gräns och början av den långa raden av öarna i Aleuterna. Trots att de nådde den 70:e breddgraden såg de inget annat än isberg.
Mellan 1791 och 1795 kartlade Vancouverexpeditionen, ledd av George Vancouver som hade deltagit i Cooks expedition, i detalj alla passager mellan British Columbias kust och de bekräftade att det inte fanns någon passage söder om Berings sund. Denna slutsats stöddes av Alexander Mackenzie som utforskade Arktis och Stilla havet 1793.

### 1800-talet

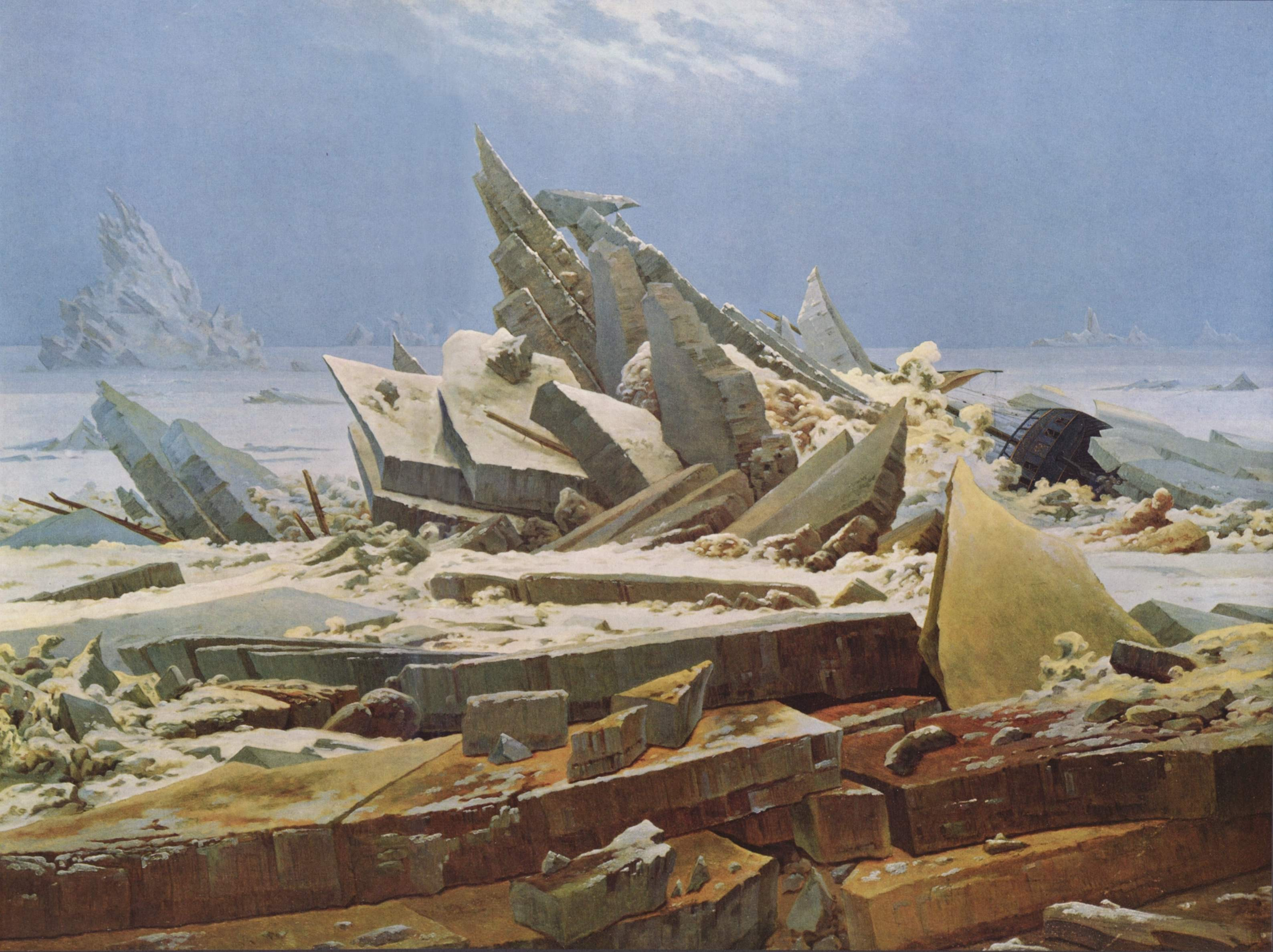
Das Eismeer (Ishavet), 1823 - 1824, målning av Caspar David Friedrich.

John Barrow utfäste i början av 1800-talet ett pris på 20.000 pund sterling till den som upptäckte Nordvästpassagen vilket ledde till en rad expeditioner. John Franklin ledde 1818 en landexpedition men måste återvända vid Kap Turnagain. Samtidigt seglade John Ross och William Edward Parry med fartyg in i Smithsund och trängde in i mynningen av Lancastersundet. Med nya expeditioner av Parry och Ross 1829-1834 fortsattes utforskandet.
Även andra expeditioner företogs under första hälften av 1800-talet, främst till land av George Back, Peter Warren Dease, Thomas Simpson och John Rae. 1825 utforskade Frederick William Beechey Alaskas norra kust där han upptäckte Point Barrow.
Sir Robert McClure upptäckte den verkliga Nordvästpassagen 1851 när han tittade över McClures sund från Banks Island och såg Melville Island. Detta sund var dock inte farbart för fartyg vid den tiden och den enda användbara leden som länkade Lancasters sund och Dolphin and Union Strait upptäcktes av John Rae 1854.

### Franklinexpeditionen
1845 seglade en välutrustad expedition bestående av två fartyg ledda av sir John Franklin, till norra Kanada för att utforska de sista okända delarna av Nordvästpassagen. Förhoppningarna var höga eftersom det återstod endast 500 kilometer outforskat landområde av Arktis kustremsa. När fartygen inte återvände utforskades Nordvästpassagen av räddningsexpeditioner vilket resulterade i en slutlig kartläggning av en möjlig passage.
Spår av Franklinexpeditionen har hittats, bland annat anteckningar som visar att fartygen fastnade i is 1846 nära King William Island, omkring halvvägs genom passagen och att de inte kunde ta sig loss själva. Franklin avled 1847 och resten av besättningen 1848, efter att de hade övergett fartygen i ett försök att rädda sig själva landvägen med släde. Hunger och skador bidrog till dödsfallen, men det fanns även andra betydande faktorer. Expeditionen hade 8 000 konservburkar mat som var förslutna med blylödningar. Blyet kan ha förgiftat maten och besättningen, som kan ha blivit försvagade och desorienterade. 1981 undersökte en antropolog kvarlevorna från platser som har kopplats till expeditionen. Detta ledde till ytterligare undersökningar av ben och vävnad från tre av medlemmarna ur besättningen, uppgrävda ur permafrosten på Beechey Island. Laboratorietesterna visade på höga koncentrationer av bly i alla tre kropparna. Andra forskare menar att botulism, och inte blyförgiftning, var orsaken till dödsfallen i besättningarna. Nya bevis visar att även kannibalism förekom i besättningen. 

### McClureexpeditionen

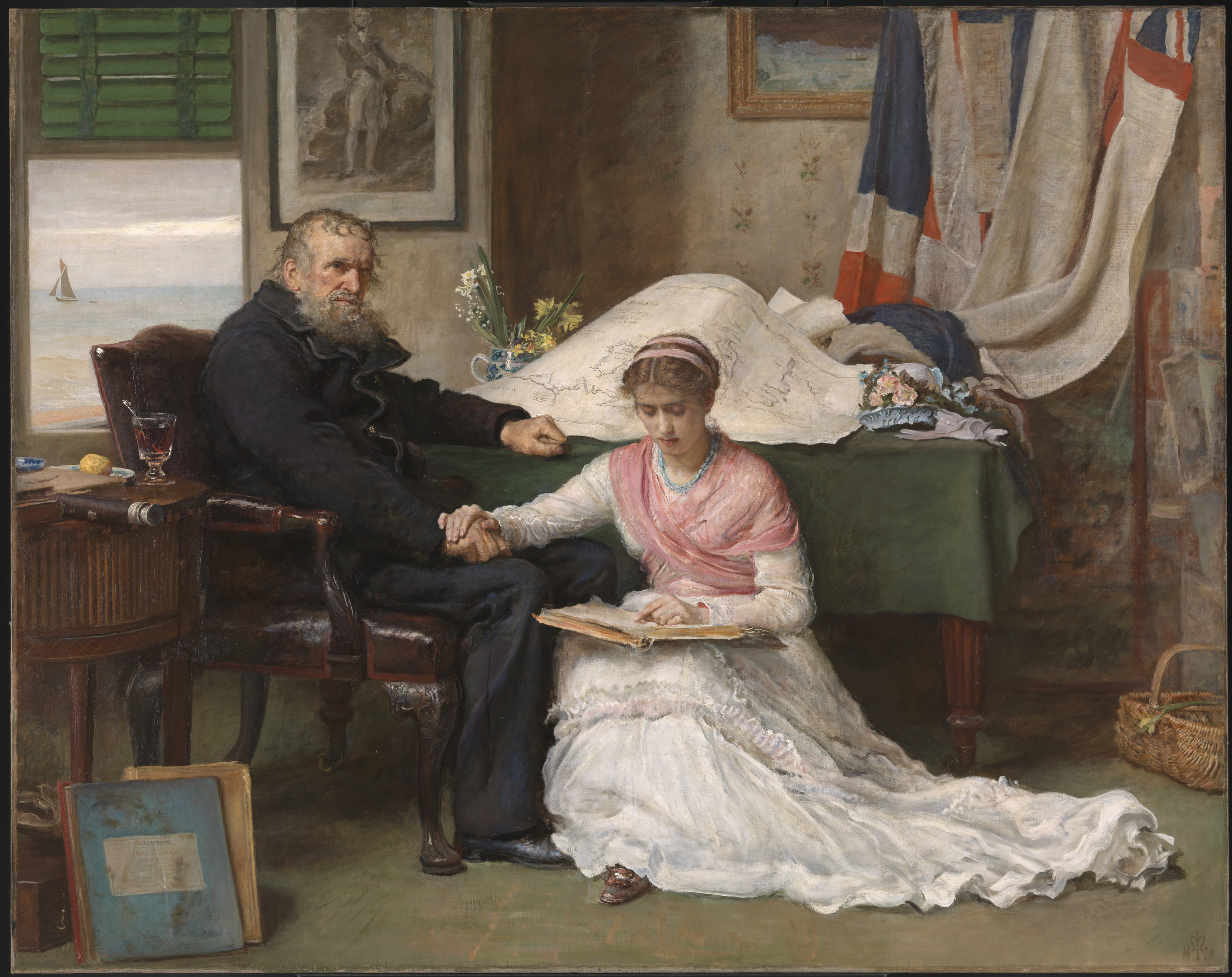
Nordvästpassagen (1874), målning av John Everett Millais som skildrar frustrationen vid ett misslyckande att ta sig igenom passagen.

Under sökandet efter Franklin seglade kommendör Robert McClure och hans besättning på HMS Investigator Nordvästpassagen i väst-östlig riktning mellan 1850 och 1854, delvis med fartyg och delvis med släde. McClure startade från England i december 1849, seglade Atlanten söderut till Kap Horn och ut i Stilla havet. Han seglade Stilla havet norrut och passerade genom Berings sund och satte därefter kurs österut till Banks Island. 
McClures fartyg satt fast i is under tre vintrar nära Banks Island, vid den västra änden av Viscount Melvillesundet. Till slut hittades McClure och hans besättning, som var döende av hunger, av en räddningsexpedition som hade åkt släde över isen från ett fartyg ur sir Edward Belchers expedition, och som återvände med besättningen till Belchers expedition som hade gått in i sundet från öster. McClure och hans besättning återvände till England 1854 med ett av Belchers fartyg och blev därmed de första människor som rundade Amerika och tog sig genom Nordvästpassagen, delvis med fartyg och delvis med släde över isen. Detta var en enastående bedrift på den tiden. McClure adlades och befordrades till kapten. Utöver detta fick han och hans besättning dela på 10 000 pund som skänktes av det brittiska parlamentet.

### John Raes expedition
Franklins och McClures expeditioner följde den brittiska utforskningstraditionen. De var sjöburna expeditioner bestående av sjövana besättningar, vanligen med personal ur den brittiska marinen, samt utrustade med modern teknik. John Rae var däremot anställd på Hudson's Bay Company, som var den starkaste kraften bakom utforskningen av norra Kanada. De använde pragmatiska metoder och var för det mesta landbaserade. Franklin och McClure utforskade passagen från havet, men Rae gjorde det från land med hundslädar och teknik han hade lärt sig av inuiterna. Franklin och McClures expeditioner använde hundratals personer medan John Rae behövde färre än tio. Rae var även den upptäcktsresande som hade den bästa säkerheten då han endast förlorade en person under sina år i Arktis. 1854 återvände Rae med information om den olycksaliga Franklinexpeditionen.

### Roald Amundsens expedition
Nordvästpassagen besegrades inte till havs förrän 1906 då den norske upptäcktsresanden Roald Amundsen, som hade avseglat för att fly borgenärer som försökte att stoppa expeditionen, genomförde en tre år lång resa med det 47 ton tunga fiskefartyget Gjøa. Då han hade gått i land gick han till fots in i byn Eagle, Alaska, där han skickade ett telegram med meddelande om sin framgång. Han hade seglat i öst-västlig riktning via Raes sund med tunn farbar is, men farleden var delvis mycket grund vilket gjorde den opraktisk för kommersiell trafik.

### Senare expeditioner
Den första färden med hundsläde genomfördes av grönländaren Knud Rasmussen under sin femte Thuleexpedition (1921–1924). Rasmussen och två grönländska inuiter reste mellan Atlanten och Stilla havet under 16 månader. 
1940 seglade den kanadensiske officeren Henry Larsen i väst-östlig riktning, från Vancouver till Halifax, och blev då den andre som hade genomfört resan till havs. Flera gånger under resan var det osäkert om skonerten, som ägdes av Kanadas ridande polis och som var förstärkt mot isen, skulle klara resan. Skeppet och samtliga utom en ur besättningen klarade en övervintring på Boothiahalvön. Samtliga som deltog i expeditionen förärades med en medalj av kung Georg VI för bedriften.
Larsen genomförde resan en andra gång 1944 och den gången gick det betydligt lättare. Hans första resa tog 28 månader men denna klarade han betydligt snabbare. Han hade bättre förutsättningar och följde delvis en nordligare rutt.
1 juli 1957 avgick de amerikanska kustbevakningskuttrarna Storis, Bramble och SPAR för att söka en djupare farled genom Norra ishavet och för att samla hydrografisk information. Då Storis anlände till grönländska vatten var hon det första amerikanskregistrerade fartyg som hade rundat Nordamerika. Kort efter att hon hade återvänt i slutet av 1957 placerades hon i en ny hamn i Kodiak i Alaska.
S/S Manhattan åkte genom passagen 1969 tillsammans med den kanadensiska isbrytaren CCGS John A. Macdonald. Manhattan var en oljetanker som hade förstärkts för att klara isen och gjorde resan för att testa passagen för genomfart med oljetransporter. Manhattan klarade resan men rutten bedömdes inte vara kostnadseffektiv. Istället byggdes en pipeline genom Alaska.
I juni 1977 lämnade seglaren Willy de Roos Belgien i ett försök att korsa Nordvästpassagen i sin 13,8 meter långa stålyacht Williwaw. Han nådde Berings sund i september och efter ett stopp i Victoria, British Columbia, gick han vidare för att runda Kap Horn och därefter vidare tillbaka till hemlandet. Han blev därmed den förste seglaren som rundade den amerikanska kontinenten med båt.
Passagerarfartyget M/V Explorer blev 1984 det första kryssningsfartyg som åkte genom passagen. M/V Explorer sjönk 2007 i Atlanten.
David Scott Cowper lämnade i juli 1986 England i en 12,8 meters livräddningsbåt, Mabel El Holland, och överlevde tre vintrar i Nordvästpassagen innan han nådde Berings sund i augusti 1989. Han fortsatte sin jordenrunt-resa via Godahoppsudden innan han återvände hem 24 september 1990. Han blev därmed den förste som hade genomfört en jordenrunt-resa via Nordvästpassagen..
1 september 2001 genomförde Northabout, en 14,3 meter lång segelbåt i aluminium byggd och framförd av Jarlath Cunnane, resan genom Nordvästpassagen från Irland till Berings sund. Resan mellan Atlanten och Stilla havet tog 24 dagar. Northabout seglade sedan i Kanada under två år innan hon återvände till Irland 2005 via Nordostpassagen. Hon blev därmed den första segelbåt som hade rundat Nordpolen i öst-västlig riktning. Nordostpassagen längs den ryska kusten var långsammare, med start 2004, uppehåll för is och vinter i Khatanga i Sibirien, därefter tillbaka till Irland via den norska kusten i oktober 2005. 18 januari 2006 förärade The Cruising Club of America Jarlath Cunnane en utmärkelse för bedriften.
18 juli 2003 seglade far och son, Richard och Andrew Wood, Norwegian Blue in i Berings sund. Två månader senare seglade de in i Davis sund och blev då den första yacht som genomförde resan i väst-östlig riktning. Norwegian Blue blev även det första fartyg som klarade rutten under en årstid. 
Den franske seglaren Sébastien Roubinet och ytterligare en person lämnade 19 maj 2007 Anchorage i Babouche, en 7,5 meter lång iskatamaran speciellt byggd för att kunna segla på vatten och glida på is. Målet var att åka från väster till öster endast genom att segla. Efter en resa på 7 200 kilometer nådde Roubinet Grönland 9 september 2007 och blev därmed den förste att klara resan utan motor under en årstid.
2010 blev Ariel IV den första svenska segelbåten att ta sig genom passagen. Resan dokumenterades i boken ”Den omöjliga Isresan: med Ariel IV genom Nordvästpassagen”.

## Tvist om nordvästpassagens status
Den kanadensiska regeringen hävdar att en del av de vattenvägar som utgör Nordvästpassagen, i synnerhet i Kanadas arktiska skärgård, är kanadensiskt territorialvatten, vilket skulle ge Kanada rätt att spärra vägen genom dessa vatten.
De flesta sjöfartsnationer, inklusive USA och länderna inom EU, betraktar dessa vatten som ett internationellt sund där utländska farkoster har rätt till "transitpassage".  Enligt detta synsätt skulle Kanada ha rätten att upprätthålla reglering av fiske och miljö, och lagar om beskattning och smuggling liksom om sjösäkerhet och sjöfart i allmänhet, men inte rätten att stänga passagen.  1985 passerade den amerikanska isbrytaren Polar Sea genom Nordvästpassagen från Grönland till Alaska, och blev då inspekterad av den kanadensiska kustbevakningen innan passagen. När kanadensiska reportrar frågade den amerikanska regeringen om händelsen indikerade den att den inte hade sökt tillstånd för resan eftersom något sådan inte krävs. 1986 deklarerade den kanadensiska regeringen åter igen rätten till dessa vatten. Den amerikanska regeringen har emellertid vägrat att erkänna Kanadas krav.  1988 undertecknade de amerikanska och kanadensiska regeringarna ett avtal, "Arctic cooperation", som löste de praktiska frågorna kring Nordvästpassagen utan att gå in på frågan om den ligger inom Kanadas territorialvatten. Under förenta nationernas havsrättskonvention har fartyg under transitpassage inte rätt att utföra forskningsuppdrag. Avtalet mellan USA och Kanada stipulerar att alla amerikanska kustbevakningsfartyg har forskningsstatus och behöver därför tillstånd från den kanadensiska regeringen för att passera.
I slutet av 2005 kom påståenden om att en amerikansk atomubåt hade färdats utan tillstånd genom Kanadas arktiska vatten, vilket gav upphov till starka kanadensiska reaktioner. Påståendena uppkom efter att den amerikanska flottan släppt bilder av USS Charlotte som gjort en uppstigning vid nordpolen.  Nästan all information gällande amerikanska undervattensfartyg, inklusive deras nuvarande och tidigare positioner och kurser, är hemligstämplade, och i och med detta har den amerikanska flottan vägrat att avslöja vilken väg som Charlotte tog sig till och från nordpolen. I sin första presskonferens efter valet 2006 slog nyvalde premiärministern Stephen Harper fast den kanadensiska regeringens avsikt att upprätthålla sin suveränitet i de arktiska regionerna, och utmanade därmed ett uttalande som tidigare gjorts av den amerikanske ambassadören: att arktiska vatten är internationella. 
Den 9 april 2006 deklarerade Kanadas militärkommando att den kanadensiska militären kommer att referera till Nordvästpassagen som kanadensiskt inre vatten..  Deklarationen kom efter en framgångsrik avslutning av Operation Nunalivut (Inuktitut för "landet är vårt"), en expedition in i regionen som genomfördes av fem militärpatruller.
En rapport som 2006 sammanställdes kanadensiska parlamentets utredningstjänst, i sin tur byggd på en rapport från 2004, antydde att det efter 11 september-attackerna skulle finnas ett minskat amerikanskt intresse av att framhärda i kravet på en internationell vattenväg mot bakgrund av att den istället skulle vara mer intresserad av säkrare relationer med sina nordamerikanska grannar. Senare 2006 bekräftade Paul Cellucci, den förre amerikanske ambassadören i Kanada, rapportens slutsats, medan hans efterträdare som ambassadör, David Wilkins, menade att Nordvästpassagen ligger på internationellt vatten.
Den 9 juli 2007 annonserade premiärminister Harper att en djupvattenshamn ska anläggas i Kanadas nordligaste delar. I regeringens presskommuniké finns ett uttalande av premiärministern: "Kanada har ett val när det gäller att försvara sin suveränitet över Arktis. Antingen hävdar vi den eller förlorar den, och var så säkra på att regeringen kommer att hävda den. Anledningen är att arktiska Kanada är mycket viktig för vår nationella identitet som en nordlig nation. Den är en del av vår historia, och den representerar en oerhörd potential i vår framtid."
Dagen efter, den 10 juli, tillkännagav Timothy McGee och Brian Salerno, konteramiraler i amerikanska flottan respektive kustbevakningen, att USA kommer att utöka sin förmåga att patrullera i arktiska vatten.